# Parafia Ducha Świętego w Grodnie
Parafia Ducha Świętego w Grodnie – rzymskokatolicka parafia znajdująca się w Grodnie, na Olszance, w diecezji grodzieńskiej, w dekanacie Grodno-Zachód, na Białorusi. Liczy ok. 2500 wiernych.

## Historia
W 2012 biskup grodzieński Aleksander Kaszkiewicz erygował parafię Ducha Świętego w Grodnie. Początkowo wierni zbierali się przy małej kapliczce na nabożeństwach pod otwartym niebem. Po licznych protestach wiernych parafia otrzymała zgodę na budowę kościoła. 24 maja 2015 poświęcony został plac pod budowę.